# Sierra-leonische Fußballnationalmannschaft (U-23-Männer)
Die sierra-leonische U-23-Fußballnationalmannschaft ist eine Auswahlmannschaft sierra-leonischer Fußballspieler, die der Sierra Leone Football Association unterliegt. Sie repräsentiert den Verband bei internationalen Freundschaftsspielen wie auch von 1991 bis 2015 bei den Afrikaspielen und seit 2011 beim U-23-Afrika-Cup, welcher über die Teilnahme an den Olympischen Sommerspielen entscheidet.

## Geschichte

### Afrikaspiele
Die erste bekannte Teilnahme an der Qualifikation für die Afrikaspiele ab der Ausgabe 1991 war zu den Spielen im Jahr 1995, wo man für eine Partie in der ersten Runde gegen Liberia gezogen wurde. Hier gewann man durch Nichtantritt des Gegners aber kampflos. In der zweiten Runde wurde man gegen Guinea gelost, trat hier wiederum dann aber auch nicht an. Danach tauchte die Mannschaft nicht mehr in der Qualifikation für die Afrikaspiele auf.
Seit den Spielen 2019 ist es die Aufgabe der U-20 sich für den Wettbewerb zu qualifizieren.

### U-23-Afrika-Cup
Bei der Qualifikation für die erste Austragung des U-23-Afrika-Cup im Jahr 2011, wurde die Mannschaft als ungesetztes Team in der ersten Runde gegen Liberia gelost. Nach Hin- und Rückspiel, welche beide mit 1:1 endeten, kam es zu einem entscheidenden Elfmeterschießen, in welchem man dann schlussendlich mit 1:3 unterlag. In der Qualifikation zum nächsten darauffolgenden Turnier, nutze der Mannschaft ein weiters Mal ein Walkover, gegen den zugelosten Gegner Guinea-Bissau, um in die nächste Runde einzuziehen. In der zweiten Runde, traf die Mannschaft auf Kamerun, gegen welche nach einem 0:0 im Hinspiel ein 1:1 im Rückspiel aufgrund der Auswärtstorregel ausreichte um weiterzukommen, dazu wurden sogar beide Partien aufgrund eines Ebola-Ausbruchs in Sierra Leone im Land des Gegners ausgetragen. In der dritten Runde war dann aber Schluss mit dem Lauf der Mannschaft und so reichte nach einer 0:2-Niederlage im Hinspiel gegen Algerien, dann im Rückspiel auch kein 0:0 mehr. Auch hier wurden wieder beide Spiele im Land des Gegners ausgetragen.
Aufgrund der Leistungen in der vorherigen Qualifikationsrunde, wurde dem Team zur Qualifikation für das Turnier im Jahr 2019 gleich ein Platz in der zweiten Runde zuerkannt. Hier wurde die Mannschaft ein weiteres Mal gegen Kamerun gelost, musste diese Partie jedoch kampflos verstreichen lassen, weil der nationale Verband zwischenzeitlich von der FIFA gesperrt wurde. An der Qualifikation für das Turnier im Jahr 2023, war die Mannschaft dann wieder startberechtigt. Scheiterte hier jedoch in der zweiten Runde nach Hin- und Rückspiel mit 1:2 an Sambia.

## Ergebnisse bei Turnieren
| Jahr | Platzierung        |
| ---- | ------------------ |
| 1991 | nicht teilgenommen |
| 1995 | nicht qualifiziert |
| 1999 | nicht teilgenommen |
| 2003 | nicht teilgenommen |
| 2007 | nicht teilgenommen |
| 2011 | nicht teilgenommen |
| 2015 | nicht teilgenommen |

| Jahr | Platzierung        |
| ---- | ------------------ |
| 2011 | nicht qualifiziert |
| 2015 | nicht qualifiziert |
| 2019 | gesperrt           |
| 2023 | nicht qualifiziert |